# Манукян, Павел
Павел (Павлик) Манукян (родился 3 марта 1964 года, Бужакан, Армянская ССР) — армянский военный, общественный деятель, участник-командующий Первой карабахской войны, член Учредительного собрания, член группы Сасна Црер.

## Биография
Родился 3 марта 1964 года в селе Бужакан (ныне Котайкская область Республики Армения). В 1985—1987 годах служил в Вооружённых силах СССР. В 1990 году вступил в партию АРФД. Вскоре покинул её, посчитав данную структуру врагом армянского народа.

## Отказ от наград
Павел Манукян отказался от всех полученных им военных медалей из-за несогласия с политикой, проводимой властями. В 2018 г. после революции в Армении он принял все награды.